# Ischnotoma concinna
Ischnotoma concinna är en tvåvingeart som först beskrevs av Philippi 1866.  Ischnotoma concinna ingår i släktet Ischnotoma och familjen storharkrankar. Inga underarter finns listade i Catalogue of Life.